# 90' ČT24
90’ ČT24 (neformálně Devadesátka) je zpravodajský pořad České televize vysílaný od roku 2016.

## O pořadu
Pořad vysílá každý všední večer ČT24 od 20.07 do 21.30. Každý díl 90' ČT24 na začátku a na konci nabízí komentovanou předpověď počasí. Hlavní součástí pořadu je blok Hyde park, který odkazuje na pořad České televize, jejž vystřídala právě 90' ČT24. Diskusní část pořadu začíná zhruba ve 20.15.

## Moderátoři
V současnosti jsou pravidelnými moderátory pořadu Jiří Václavek, Klára Radilová, Roman Fojta, Jakub Musil a Nikola Reindlová. Dříve pořad moderovali také Tomáš Drahoňovský, Michala Hergetová, Tereza Řezníčková, Daniel Stach a další.